# Sección final

El conjunto potencia del conjunto {1,2,3,4} con la sección final ↑{1} de color verde.

En matemáticas, sección final (también llamado sección final abierta) de un conjunto parcialmente ordenado (X,≤) es un subconjunto U con la propiedad tal que, si x está en U y x≤y, entonces y está en U.
La idea dual sería el sección inicial (alternativamente, conjunto decreciente, segmento inicial, semi-ideal; el conjunto es un sección inicial cerrada), el cual es un subconjunto L con la propiedad tal que, si x está en L y y≤x, entonces y está en L.
Los términos orden ideal o ideal se usan normalmente como sinónimos para referirse a la sección inicial. La elección de esta terminología no refleja la noción del ideal del retículo porque un conjunto inferior de un retículo no es necesariamente un sub retículo.

## Propiedades
- Cada conjunto parcialmente ordenado es una sección final de sí mismo.
- La intersección y la unión de secciones finales es también una sección final.
- El complemento de cualquier sección final es una sección inicial, y viceversa.
- Dado un conjunto parcialmente ordenado (X,≤), la familia de secciones iniciales de X ordenado con la relación de inclusión es un retículo completo, el retículo sección inicial O(X).
- Dado un subconjunto arbitrario Y de un conjunto ordenado X, la sección final más pequeña conteniendo Y se denota usando una flecha hacia arriba ↑Y. 
  - De la misma forma, la sección inicial más pequeña conteniendo Y se denota usando una flecha hacia abajo ↓Y.
- Una sección inicial se llama principal si es de la forma ↓{x} donde x es un elemento de X.
- Cada sección inicial Y de un conjunto ordenado finito X es igual a la sección inicial más pequeña que contenga todos los elementos máximos de Y: Y = ↓Max(Y) donde Max(Y) denota el conjunto que contiene los elementos máximos de Y.
- Un conjunto direccionado sección inicial se denomina orden ideal.
- El elemento mínimo de cualquier sección final forma una anticadena. 
  - De forma inversa cualquier anticadena A determina una sección final {x: para y en A, x ≥ y}. Para órdenes parciales satisfaciendo la condición de la cadena descendente esta correspondencia entre anticadenas y secciones iniciales es 1-1, pero para más órdenes parciales generales esto no es verdad.

## Números ordinales
Un número ordinal es el conjunto de todos los ordinales menores que él (consecuencia de la definición de von Neumann). Así, cada número ordinal es una sección inicial en la clase de todos los números ordinales, ordenada por inclusión conjuntista.